# 添上郡
添上郡为奈良縣过去辖下的一个郡，已于2005年4月1日因轄下無管轄町村而被廢除。
在1880年實施郡區町村編制法時的轄區包括現在的奈良市大部分地區、大和郡山市東部地區、天理市北部部分地區、山添村西部部分地區。

## 歷史
在4世紀至7世紀的大和王權時代，是當時大王王權首領治天下大王統治下被稱為曾布縣（也被寫作曾添縣）的直屬領地，在過去文獻中曾使用的地名包括（日文讀做：Sohu）、（日文讀做：Soho），其日文發音和（日文讀做：Sohu）都極為相近，後來在令制國時代此區域被分別設置為「添上郡」和「添下郡」兩郡，屬於大和國。
江戶時代添上郡的市區部分大多為幕府直屬領地或寺社領，東部山區大部分屬於津藩和郡山藩，另外也有小部分區域屬於柳生藩、久居藩、小泉藩，甚至是能樂師的領地。
19世紀明治維新後，原屬奈良奉行管轄的幕府直屬領及旗本領地、寺社領改隸屬新政府設立的奈良縣，其他區域在1871年實施廢藩置縣後分別隸屬津縣、郡山縣、柳生縣、久居縣、小泉縣，但在同一年的府縣整併中，全數區域通通都併入奈良縣；1876年的第二次府縣整併中，奈良縣遭到廢除，改隸屬堺縣管轄，不過到了1881年又因堺縣被廢除改隸屬大阪府，直到1887年重新設立了奈良縣，才恢復隸屬奈良縣轄下。
在1880年實施郡區町村編制法時，正式的設置了近代的行政區劃「添上郡」，最初於轄下的奈良町設立「奈良郡役所」，同時也負責管轄周邊的添下郡、山邊郡、廣瀨郡、平群郡，也因此後來又改稱為「添上添下山邊廣瀨平群郡役所」。

### 沿革

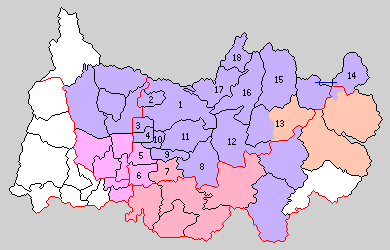
1889年添上郡轄下的行政區劃：
1.奈良町、2.佐保村、3.大安寺村、4.辰市村、5.平和村、6.治道村、7.櫟本村、8.五谷村、9.帶解村、10.明治村、11.東市村、12.田原村、13.東山村、14.月瀨村、15.柳生村、16.大柳生村、17.東里村、18.狹川村
（紫色：現屬奈良市、桃：現屬大和郡山市、紅：現屬天理市、橙：現屬山山添村）

- 1889年4月1日：實施町村制，添上郡下設：奈良町、佐保村（日语：佐保村）、大安寺村（日语：大安寺村 (奈良県)）、辰市村（日语：辰市村）、平和村（日语：平和村 (奈良県)）、治道村（日语：治道村）、櫟本村、五村、帶解村、明治村（日语：明治村 (奈良県)）、東市村（日语：東市村）、田原村（日语：田原村 (奈良県)）、東山村（日语：東山村 (奈良県)）、月瀨村（日语：月ヶ瀬村）、柳生村（日语：柳生村）、大柳生村（日语：大柳生村）、東里村（日语：東里村 (奈良県添上郡)）、狹川村（日语：狭川村）。（1町17村）
- 1894年9月7日：櫟本村改制櫟本町（日语：櫟本町）。（2町16村）
- 1897年8月1日：實施郡制（日语：郡制），郡役所設於奈良町。
- 1897年9月28日：山邊郡波多野村（日语：波多野村）的嵩地區併入月瀨村。
- 1898年2月1日：奈良町改制為奈良市[2]，並脫離添上郡。（1町16村）
- 1923年4月1日：（1町15村）
  - 廢除郡會和郡參事會。
  - 佐保村被併入奈良市。[3]
- 1926年7月1日：廢除郡役所，此後郡不再作為行政區劃，只作為地名的表示。
- 1927年11月3日：帶解村改制為帶解町（日语：帯解町）。（2町14村）
- 1939年4月1日：東市村的白毫寺地區被併入奈良市。[4]
- 1951年3月15日：大安寺村和東市村被併入奈良市。[4]（2町12村）
- 1953年12月10日：平和村和治道村被併入生駒郡郡山町。[5]（2町10村）
- 1954年1月1日：櫟本町和山邊郡丹波市町（日语：丹波市町）、朝和村（日语：朝和村）、福住村（日语：福住村_(奈良県)）、二階堂村（日语：二階堂村）、磯城郡柳本町（日语：柳本町）合併為天理市[6]，並脫離添上郡。（1町10村）
- 1955年3月15日：辰市村、五谷村、帶解町、明治村被併入奈良市。[4]（7村）
- 1956年9月30日：東山村和山邊郡波多野村、豐原村（日语：豊原村_(奈良県)）合併為山添村[7]，隸屬山邊郡。（6村）
- 1957年8月31日：山邊郡山添村的水間地區和別所地區被併入田原村。
- 1957年9月1日：田原村、柳生村、大柳生村、東里村、狹川村被併入奈良市。[4]（1村）
- 1968年1月1日：月瀨村的日文名稱由改為。
- 2005年4月1日：月瀨村被併入奈良市[8]，同時添上郡因無管轄町村而被廢除。

### 變遷表
| 1889年4月1日 | 1889年 - 1912年     | 1912年 - 1944年            | 1945年 - 1954年                 | 1945年 - 1954年               | 1955年 - 1989年                  | 1989年 - 現在                    | 現在                             |
| ------------ | ------------------- | -------------------------- | ------------------------------- | ----------------------------- | -------------------------------- | -------------------------------- | -------------------------------- |
| 奈良町       | 1898年2月1日 奈良市 | 1898年2月1日 奈良市        | 奈良市                          | 奈良市                        | 奈良市                           | 奈良市                           | 奈良市                           |
| 佐保村       | 佐保村              | 1923年4月1日 併入奈良市    | 奈良市                          | 奈良市                        | 奈良市                           | 奈良市                           | 奈良市                           |
| 大安寺村     | 大安寺村            | 大安寺村                   | 1951年4月1日 併入奈良市         | 奈良市                        | 奈良市                           | 奈良市                           | 奈良市                           |
| 東市村       |                     |                            | 1951年4月1日 併入奈良市         | 奈良市                        | 奈良市                           | 奈良市                           | 奈良市                           |
| 帶解村       | 帶解村              | 1927年11月3日 改制為帶解町 | 1927年11月3日 改制為帶解町      | 1927年11月3日 改制為帶解町    | 1955年3月15日 併入奈良市         | 奈良市                           | 奈良市                           |
| 明治村       |                     |                            |                                 |                               | 1955年3月15日 併入奈良市         | 奈良市                           | 奈良市                           |
| 五村         |                     |                            |                                 |                               | 1955年3月15日 併入奈良市         | 奈良市                           | 奈良市                           |
| 辰市村       |                     |                            |                                 |                               | 1955年3月15日 併入奈良市         | 奈良市                           | 奈良市                           |
| 田原村       | 田原村              | 田原村                     | 田原村                          | 田原村                        | 1957年9月1日 併入奈良市          | 奈良市                           | 奈良市                           |
| 大柳生村     |                     |                            |                                 |                               | 1957年9月1日 併入奈良市          | 奈良市                           | 奈良市                           |
| 柳生村       |                     |                            |                                 |                               | 1957年9月1日 併入奈良市          | 奈良市                           | 奈良市                           |
| 東里村       |                     |                            |                                 |                               | 1957年9月1日 併入奈良市          | 奈良市                           | 奈良市                           |
| 狹川村       |                     |                            |                                 |                               | 1957年9月1日 併入奈良市          | 奈良市                           | 奈良市                           |
| 月瀨村       | 月瀨村              | 月瀨村                     | 月瀨村                          | 月瀨村                        | 月瀨村                           | 2005年4月1日 併入奈良市          | 奈良市                           |
| 治道村       | 治道村              | 治道村                     | 1953年12月10日 併入生駒郡郡山町 | 1954年1月1日 改制為大和郡山市 | 1954年1月1日 改制為大和郡山市    | 1954年1月1日 改制為大和郡山市    | 1954年1月1日 改制為大和郡山市    |
| 平和村       |                     |                            | 1953年12月10日 併入生駒郡郡山町 | 1954年1月1日 改制為大和郡山市 | 1954年1月1日 改制為大和郡山市    | 1954年1月1日 改制為大和郡山市    | 1954年1月1日 改制為大和郡山市    |
| 東山村       | 東山村              | 東山村                     | 東山村                          | 東山村                        | 1956年9月30日 合併為山邊郡山添村 | 1956年9月30日 合併為山邊郡山添村 | 1956年9月30日 合併為山邊郡山添村 |
| 櫟本村       | 1894年9月7日 櫟本町 | 1894年9月7日 櫟本町        | 1894年9月7日 櫟本町             | 1954年4月1日 合併為天理市     | 1954年4月1日 合併為天理市        | 1954年4月1日 合併為天理市        | 1954年4月1日 合併為天理市        |